# Чилехаус
«Чилехаус» (нем. Chilehaus) — одиннадцатиэтажное здание склада товаров, импортируемых из Чили, в юго-восточной части Гамбурга. Это здание было построено в 1922 — 1924 годах по проекту немецкого архитектора Фрица Хёгера и является одним из наиболее значительных памятников экспрессионизма в мировой архитектуре. Также известно под названием «нос корабля».
Заказчиком Чилихауса был предприниматель Генри Б. Сломан, разбогатевший на поставках селитры из Чили. Сломан владел капиталом в 60 миллионов марок и был одним из самых богатых людей в Гамбурге. В 1921 году он приобрёл на аукционе участок земли в строящемся офисно-складском квартале (Kontorhausviertel). В Гамбурге было принято давать домам имена. Поскольку своё имя (Slomanhaus) он уже дал построенному в 1910 году зданию пароходства, Сломан принял решение назвать новый дом Чилехаусом в честь страны, давшей ему богатство.
Уже на этапе строительства Чилехаус стал мировой знаменитостью. Этому, прежде всего, способствовала фотография Карла и Адольфа Дрансфельдов, где благодаря использованию специального объектива «нос корабля» получил очень импозантный вид. По словам руководителя Гамбургского бюро охраны исторических памятников Манфреда Ф. Фишера,

 Скорее не архитектура Чилехауса, а его фотография попала в историю искусств. Изобретенная действительность оказалась сильнее чем реальность.
Однако и без этого тёмнокирпичный Чилехаус производит яркое впечатление. Вертикальные треугольные ребра стен фасада, готические аркады и керамический декор делают его одним из самых элегантных домов в Гамбурге. Здание похоже на огромный пароход, ставший на якорь в Гамбургском порту. Ступенчатые верхние этажи напоминают палубы, острый угол, выходящий на площадь Бурхардплатц, ассоциируется с носом корабля. Сейчас не верится, что решение это было вынужденным, диктовалось крайним дефицитом свободного места и прихотливой формой земельного участка. Фриц Хёгер сумел обратить ограничения в свою пользу и возвести памятник архитектуры, прославивший его имя.
Чилехаус является одним из самых видных представителей северогерманского экспрессионизма. Он занимает промежуточную ступень между эклектикой девятнадцатого века и рационализмом двадцатого. Экспрессионизм декларирует возврат к традиционным формам и традиционным материалам. Помимо сходства с формой корабля, Чилехаус напоминает о кирпичных готических соборах северной Германии.
До 1980-х годов Чилехаус был во владении потомков Сломана. В 1983 году здание было помещено под охрану государства. С 1991 по 1993 год дом находился на реставрации. В 2015 году Чилехаус включён в список объектов Всемирного наследия ЮНЕСКО в составе квартала портовых складов и офисов Гамбурга 1920-1940-х годов .

## Галерея

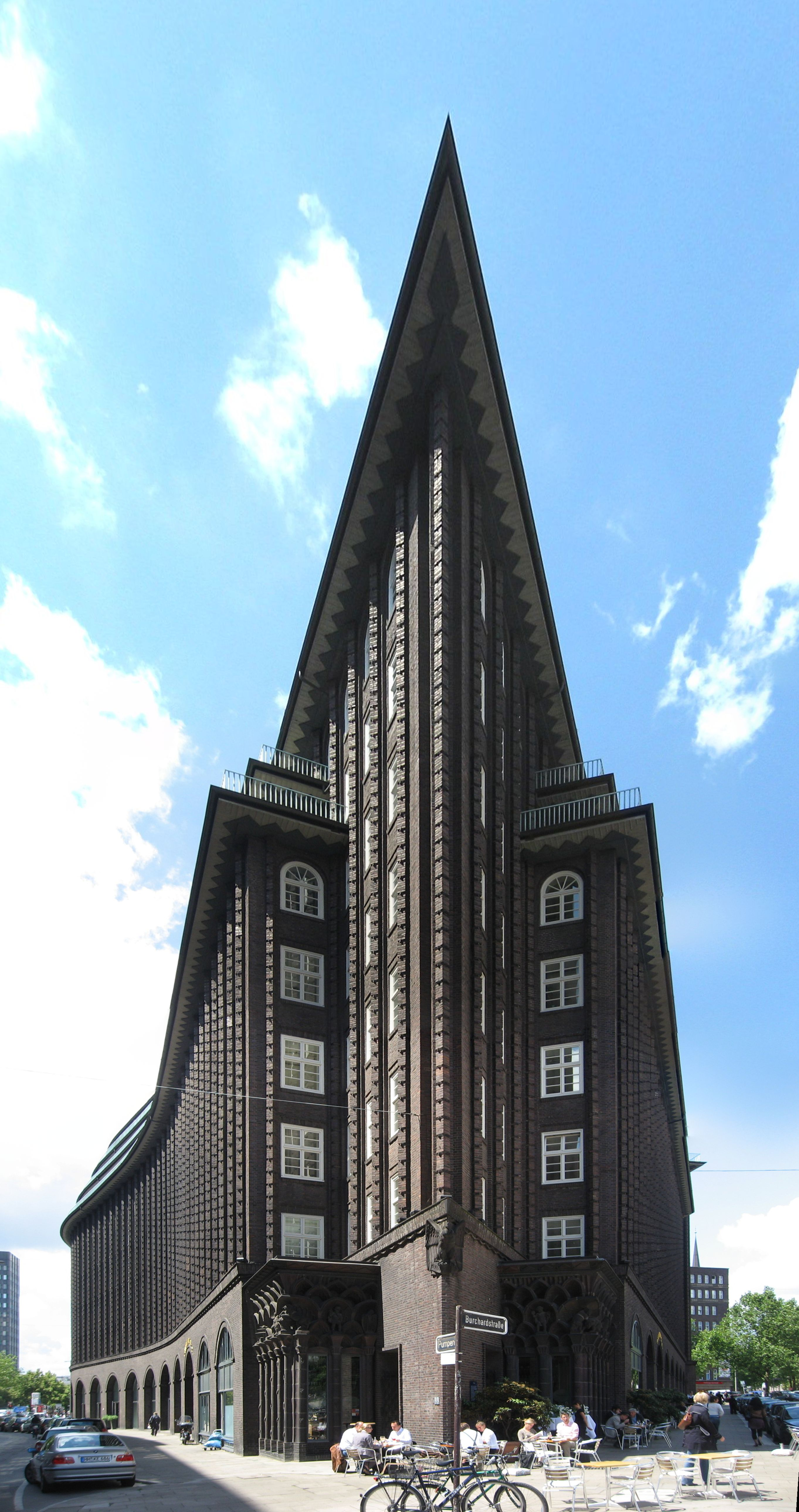
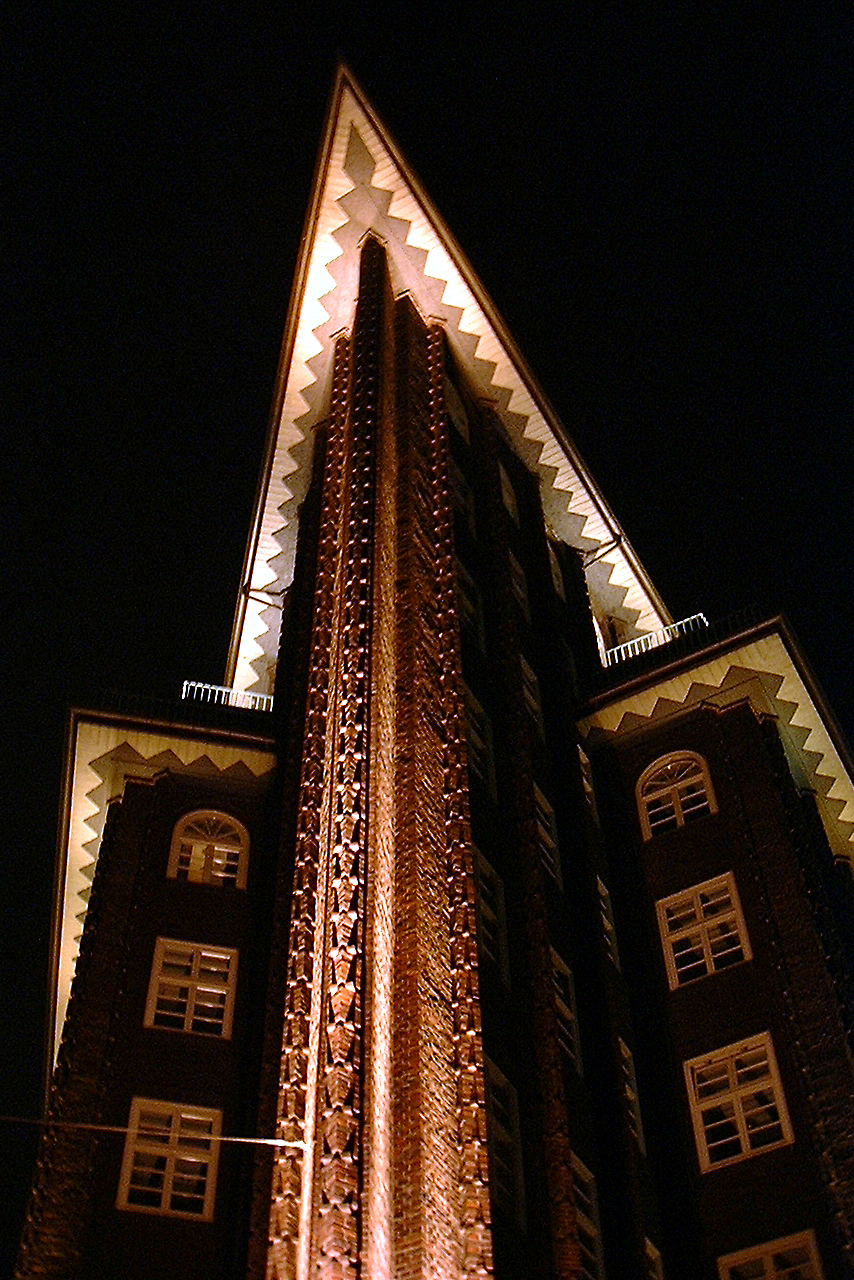
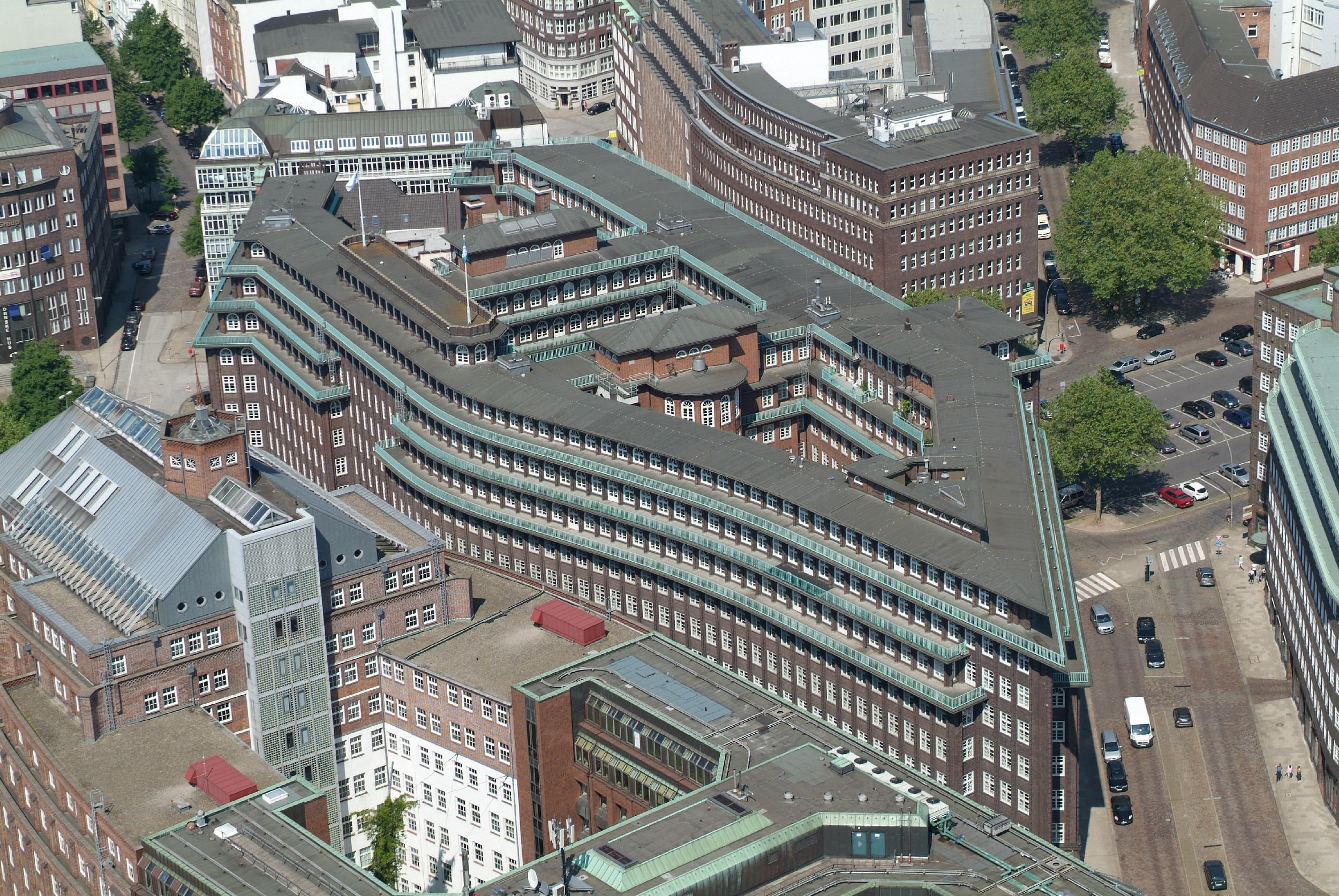
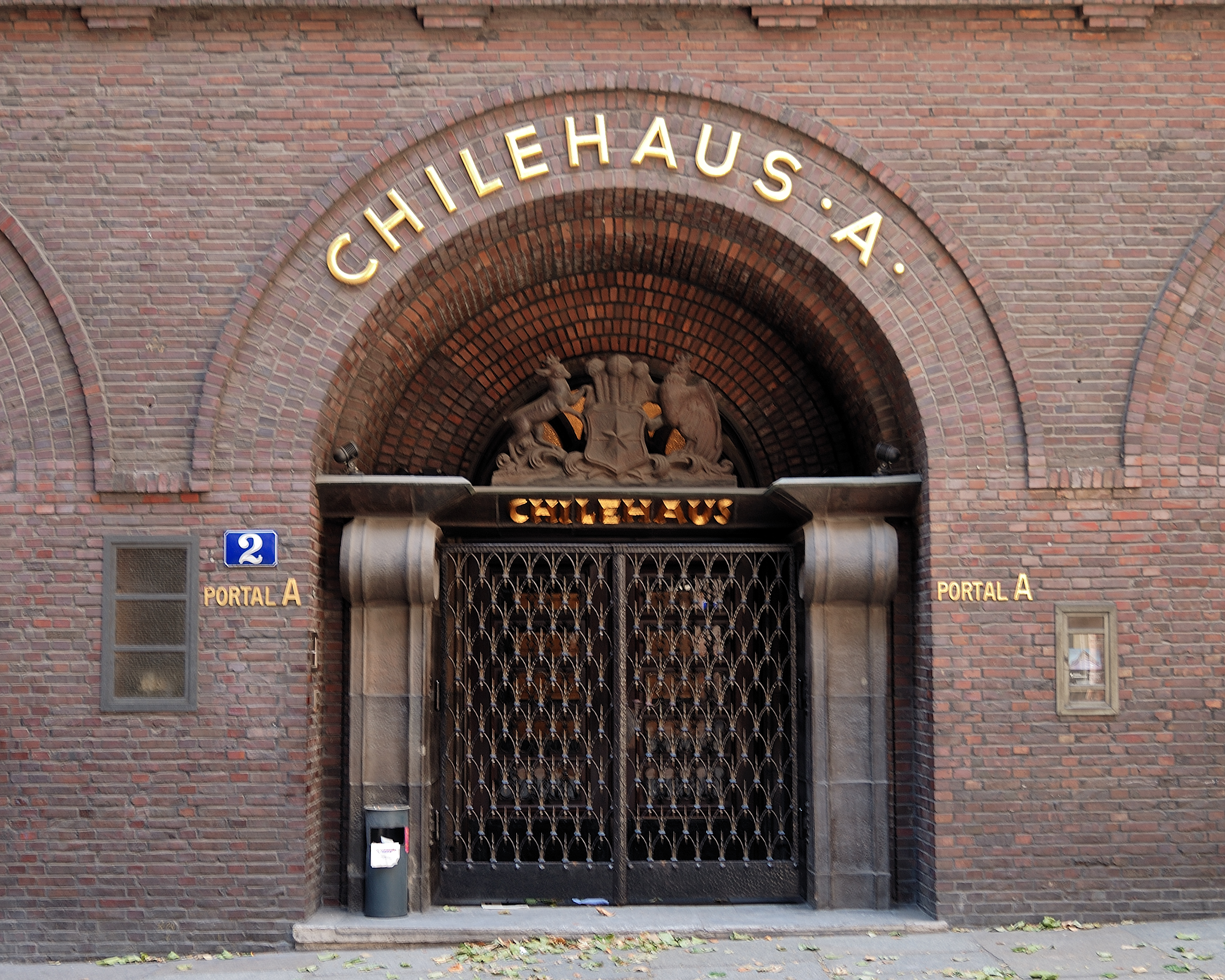
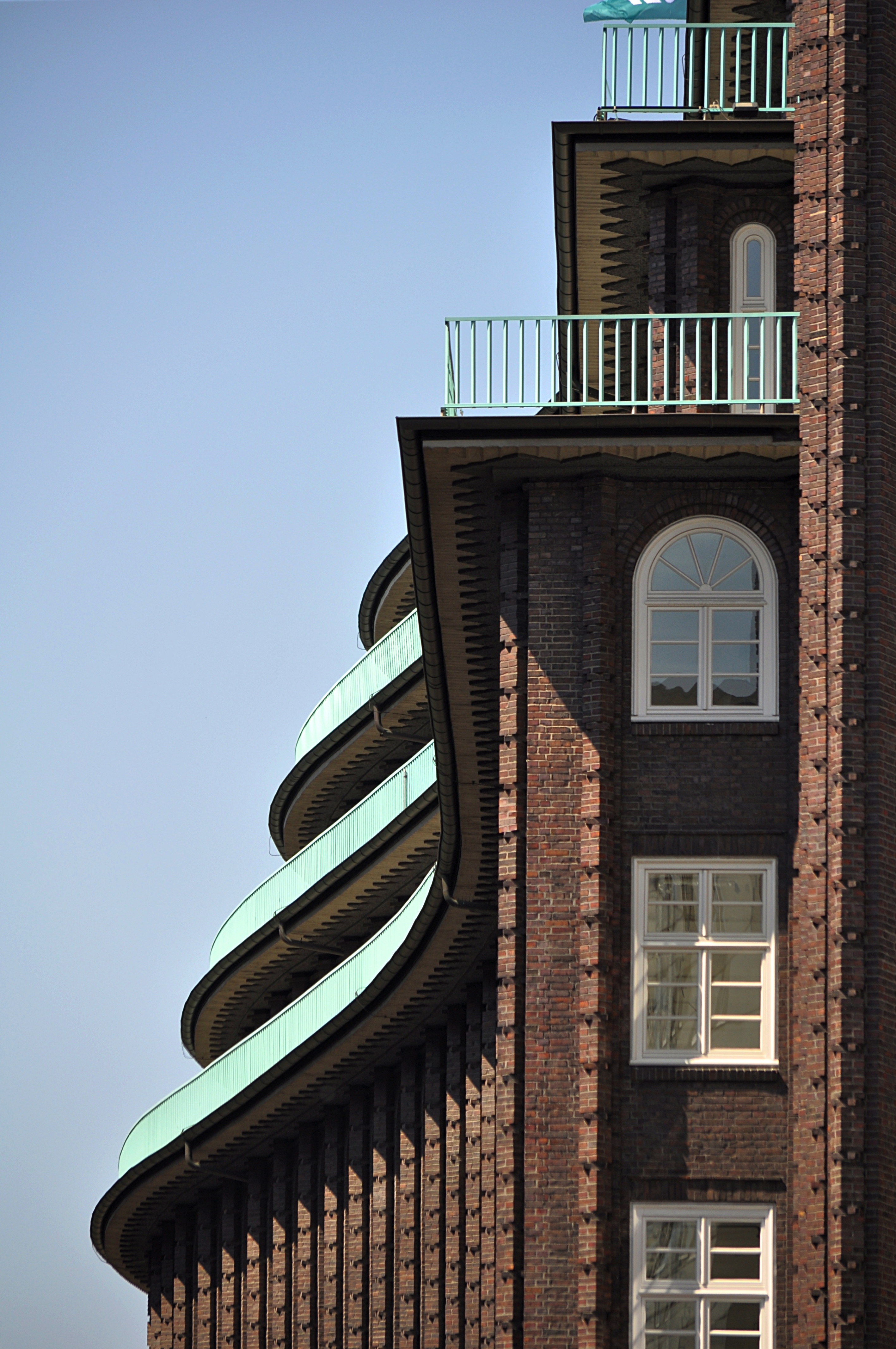
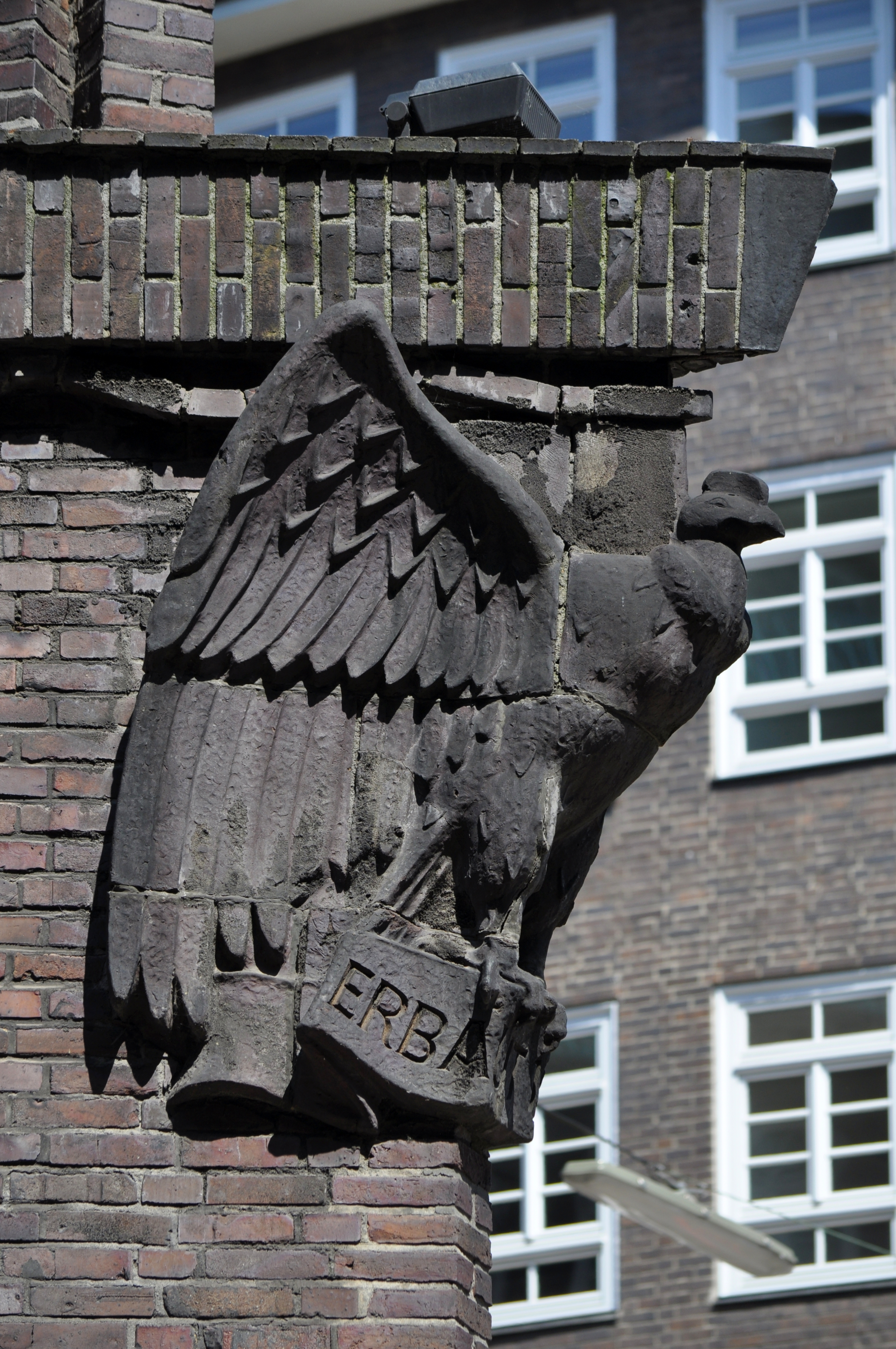